# Brest Business School
A Brest Business School egy európai felsőoktatási intézmény, amely az üzleti tudományok terén nyújt posztgraduális képzést. Egy campusa van, Brestben. 1962-ben alapították.
Az iskola programjai CGE-akkreditációval rendelkeznek. Az intézmény legismertebb végzősei közé olyan személyiségek tartoznak, mint Laury Thilleman (francia újságíró, modell, színésznő és szépségkirálynő).